# Razor Tag: Key Cuts EP
Razor Tag: Key Cuts EP es una selección de algunas de las canciones contenidas en el álbum Razor Tag del grupo de hip hop underground Styles of Beyond en colaboración con Dj Green Lantern.
Este EP vio la luz tan solo en formato digital a través de la página www.HipHopSite.com  y contiene pistas originales de Razor Tag sin ningún tipo de efectos de sonido o transiciones, es decir, tan solo con algunas de las canciones del disco original. El disco salió a la venta en septiembre de 2007.

## Lista de canciones
- 01 "World Famous" - 02:53
- 02 "It's Us" - 02:22
- 03 "Bring It Back" (con Demigodz) - 03:26
- 04 "Live At BBQ" (con Demigodz) - 03:08
- 05 "Godz In The Front" (con Demigodz) - 04:53
- 06 "Savin' L.A." (con Bishop Lamont) - 04:08
- 07 "Razor Tag Full Mix (Bonus Track)" - 62:52 (solo disponible si se compra todo el EP)

- Datos: Q6100932